# Siamodon
Siamodon nimngami
Genre
Espèce
Siamodon est un genre éteint de dinosaures Ornithopoda Iguanodontia provenant des dépôts du Crétacé précoce du nord-est de la Thaïlande. Le type et seule espèce connue est Siamodon nimngami.

## Découverte
Siamodon est connu grâce à l'holotype PRC-4, un maxillaire gauche bien conservé, et grâce aux matériaux référencés PRC-5, une dent maxillaire isolée et PRC-6, une boîte crânienne. Il a été collecté sur le site de Ban Saphan Hin, dans la province de Nakhon Ratchasima, dans la formation Khok Kruat (en), datant du stade Aptien de la fin du Crétacé précoce, il y a environ 125-113 Ma.

## Description
Siamodon présente une combinaison de caractéristiques plésiomorphes et apomorphes, dont un maxillaire en forme de triangle isocèle, avec le processus dorsal situé à peu près à mi-longueur de l'os ; un fort renflement longitudinal sur la surface médiale du maxillaire ; au moins 25 dents maxillaires, qui portent une crête primaire médiane proéminente, et une crête subsidiaire courte et faible ou pas de crête subsidiaire du tout, et des denticules mamelonnés sur les bords de la couronne. Le maxillaire mesure 230 mm de long, et a une hauteur de 100 mm. La hauteur de la dent isolée est d'environ 25-28 mm, et la largeur est d'environ 14-17 mm.
Siamodon diffère des Iguanodontia plus basiques, comme Iguanodon et les formes étroitement apparentées, par la morphologie de ses dents maxillaires, qui sont plus étroites et portent une forte crête primaire médiane, parfois accompagnée d'une faible crête subsidiaire, au lieu d'une crête primaire déplacée distalement et de plusieurs crêtes subsidiaires, et l'apex du maxillaire est en position plus postérieure. Son maxillaire diffère de celui des Hadrosauridae par la zone articulaire du jugal, qui forme un processus jugal en forme de languette. Alors que chez les Hadrosauridae, l'extrémité antérieure élargie du jugal touche et chevauche une large zone suturale sur le maxillaire.
La combinaison des caractères observés dans le maxillaire de Siamodon nimngami indique qu'il appartient à un groupe d'Iguanodontia plus dérivé qu’Iguanodon mais basal aux Hadrosauridae. Il est peut-être étroitement lié à Probactrosaurus de Chine, mais ils diffèrent par le nombre de positions des dents.

## Étymologie
Siamodon a été nommé pour la première fois par Éric Buffetaut & Varavudh Suteethorn (d) en 2011. L'espèce type est Siamodon nimngami. Le nom générique est dérivé de Siam, l'ancien nom de la Thaïlande, et de odous, qui signifie « dent » en grec. Le nom spécifique est en l'honneur de Witaya Nimngam, qui a fait don des spécimens aux auteurs.

## Classification
En 2022, Siamodon est classé parmi les Styracosterna Hadrosauriformes par Adun Samathi et Suravech Suteethorn,.